# اضافه
اضافه واژه‌ای قدیمی برگرفته شده از زبان عربی است، که در جامعهٔ زبان‌شناسیِ ایران به همان مفهوم «ترکیب اضافی» اشاره می‌کند. البته چون ترکیب اضافی در فارسی معمولاً با چینش «مضاف+مضاف‌الیه» است، برخی منابع این چینش را «اضافه» نام داده و چینش «مضاف‌الیه+مضاف» را «اضافهٔ معکوس».
اضافه یا وابستگی نوعی از ترکیب کلمات در گروه اسمی‌ست. برخلاف ترکیب «موصوف و صفت (ترکیب وصفی)»، در ترکیب «مضاف و مضافٌ‌الیه (ترکیب اضافی)» که به آن اضافه گفته می‌شود، هر دو کلمهٔ ترکیب، اسم هستند؛ اسم اولی اسم توصیف‌شده (به انگلیسی: Modified noun) و اسم دومی اسم توصیف‌کننده (به انگلیسی: Modifier noun) است.

## اضافه ملکی
ترکیب اضافی ملکی یا تعلقی، تعلق اسم را به کسی یا چیزی نشان می‌دهد؛ مثلاً در ترکیب‌های «مداد او»، «درخت جنگل»، «پیراهن حسن» و «شیشه پنجره» تعلقی هستند. برای ترکیب‌های اضافی تعلقی می‌توانیم به ترتیب، این جمله‌ها را بنویسیم: «جنگل درخت دارد»، «حسن پیراهن دارد» و «پنجره شیشه دارد».
در زبان فارسی پسوند «ان» سازندهٔ صفت ملکی است که امروزه استفاده از آن رو به افول رفته است؛ مانند کلمهٔ: «پهلوان». این پسوند ملکی‌ساز در نام‌های ابوی عصر ساسانیان کاربر داشت؛ مانند کلمهٔ: «اردشیران» "Ardaxšīrān ('rthšyr'n)" به معنی «پسر اردشیر».
امروزه در زبان‌های دنیا استفاده از صفات ملکی بسیار پرکاربرد است که در ترجمهٔ آنها اشکالاتی در صورت عدم استفاده از پسوند ملکی‌ساز «ان» ایجاد می‌شود؛ مانند عبارت "Hellenic Republic" به معنی «جمهوری هلنان» (هلن + ان) که به صورت «جمهوری یونان» هم ترجمه می‌شود.

## اضافه گسسته
گاهی مضاف الیه بدون نشانه کسره پیش از مضاف می‌آید که به آن «اضافه گسسته» می‌گوییم؛ مثلاً در جمله «احمد کیفش قهوه‌ای است» منظور «کیف احمد قهوه‌ای است» است.

## اضافه اقترانی
در اضافه اقترانی، میان مضاف و مضاف الیه رابطه مقارنت و همراهی برقرار است؛ مثلاً در جمله «با چشم رحمت بر ما نظر کن»، ترکیب اضافی «چشم رحمت» یعنی چشمی به نشانه رحمت یا چشمی همراه با رحمت. البته در اینجا منظور از چشم همان نگاه یا دید است.

## دستورهای سنتی
در دستورهای سنتی، گروه‌های اسمی به دو دسته «موصوف و صفت» و «مضاف و مضافٌ‌الیه» تقسیم می‌شوند. در دستورهای سنتی، گروه‌های اسمی اضافه‌ای بر اساس ملاک‌های معنایی دسته‌بندی شده‌اند. دستورهای سنتی معمولاً گروه‌های اسمی اضافه‌ای را به این شکل دسته‌بندی می‌کنند (انوری و گیوی، ۱۳۸۵: ۱۲۸):
1. اضافه ملکی مثل: کتابِ حمید، خانه من
2. اضافه تخصیصی مثل: میز مطالعه، پنجره کلاس
3. اضافه توضیحی مثل: کشور ایران، قاره آفریقا، کتاب «گلستان»
4. اضافه بیانی (جنسی) مثل: لباس پشم، جام طلا، سینی نقره
5. اضافه تشبیهی مثل: لب لعل، قد سرو، لعل لب، سروِ قد
6. اضافه استعاری مثل: دست روزگار، دیوار جدایی
7. اضافه اقترانی مثل: دستِ ادب (دستِ ادب بر سینه نهادم)، زانوی تلمذ
8. اضافه بُنُوَت (فرزندی) مثل: رستمِ زال

هرگاه مضاف، مختوم به «الف» یا «واو» باشد، بعد از مضاف و پیش از مضافٌ‌الیه، «ی» اضافه می‌شود: آوای بلبل، موی سر. هر گاه مضاف، مختوم به «ه» غیر ملفوظ باشد، این حرف به صورت «هٔ» در می‌آید و به شکل «ی» تلفظ می‌شود: خانهٔ یوسف. در سایر حالات، بعد از مضاف یک کسره تلفظ می‌شود: دوستِ مریم.

## فرق اضافه و صفت
اگر چه در ظاهر هم صفت و موصوف و هم مضاف و مضافٌ‌الیه حاصل ترکیب دو کلمه هستند، اما معنای حاصل از این دو ترکیب متفاوت است؛ مقصود از صفت همان موصوف است ولی مقصود از مضافٌ‌الیه همان مضاف نیست؛ مثلاً اگر بگوییم «آب گوارا» مقصود از گوارا، آب (خاصیتی از آب) است ولی اگر بگوییم «آب قنات» می‌بینیم که قنات چیزی غیر از آب است.
اگر میان موصوف و صفت یای نکره و وحدت بیاوریم معنی آن درست است. مانند: توپی بزرگ. اما میان مضاف‌الیه یای نکره واقع نمی‌شود. مانند: توپی مجید (که نادرست است).
اگر کسره صفت و موصوف را برداریم و فعلِ «است» به آن بیفزاییم جمله‌ای معنی‌دار ساخته می‌شود، مانند «توپ، بزرگ است». اما در مورد مضاف و مضاف‌الیه این‌چنین نیست.
آنچه در زبان‌های غربی صفت ملکی خوانده می‌شود (مانند my در انگلیسی و mon / ma در فرانسه) در دستور زبان فارسی «اضافهٔ تملیکی» نامیده می‌شود؛ مانند: کتابم = کتابِ من یا کتابش = کتابِ او (کتابِ آرمین)

## تتابع اضافات
آوردن چند اضافه را پشت سر هم تتابع اضافات می‌گویند.

## اضافه مقلوب
به حالتی که مضافٌ‌الیه پیش از مضاف بیاید اضافه مقلوب گفته می‌شود. در این حالت مضافٌ‌الیه اول می‌آید و کسره اضافه حذف می‌شود و اسم مرکب می‌سازد. در واژه‌گزینی رسمی ترجیح با اضافه مقلوب است زیرا این نوع اضافه موجب حذف نشانه اضافه و تبدیل ترکیب به یک واژه می‌شود. استفاده از اضافه مقلوب موجب پدید آمدن تشخّص واژگانی نیز می‌شود.

## حذف نشانه اضافه در واژه‌سازی
ساختن واژۀ مرکب از طریق حذف نشانۀ اضافه (فک اضافه) یکی از فرایندهای واژه‌سازی در زبان فارسی است. این فرایند که در ساخت واژه‌هایی با ساختار اسم+اسم (مانند «دم‌برگ») یا اسم+صفت (مانند «بشقاب‌پرنده») به کار می‌رود، موضوع بحث در شوراهای واژه‌گزینی فرهنگستان نیز بوده است.
مخالفان این فرایند بر این باورند که این‌گونه واژه‌ها در اصل ترکیب‌هایی نحوی (مانند «آچارِ چرخ») بوده‌اند که در طول زمان و با کاربرد فراوان، نشانۀ اضافۀ خود را از دست داده و به واژۀ مرکبی چون آچارچرخ تبدیل شده‌اند. از این رو، ایشان ساخت آگاهانه و از پیش اندیشیدۀ واژه‌هایی مانند «راهکار» را نادرست می‌دانند و معتقدند که این فرایند باید به گذشت زمان واگذار شود.
در مقابل، موافقان برای توجیه این فرایند دلایلی را مطرح می‌کند. نخست آنکه واژه‌سازی اصولاً بر قیاس استوار است و وجود صدها واژه با این ساختار در زبان فارسی، الگویی برای ساخت واژه‌های جدید در اختیار اهل زبان قرار می‌دهد. دوم آنکه میان گروه نحوی (ترکیب اضافی) و واژۀ مرکب متناظر آن تفاوت معنایی وجود دارد؛ برای نمونه، «صاحب‌خانه» به عنوان یک واحد واژگانی در حالت جمع به صورت «صاحب‌خانه‌ها» درمی‌آید، در حالی که جمع «صاحبِ خانه» می‌تواند «صاحبانِ خانه» باشد که معنای متفاوتی (چند صاحب برای یک خانه) را افاده می‌کند. این تبدیل گروه نحوی به واژۀ مرکب، با حذف نشانۀ اضافه و تغییر تکیه، موجب دگرگونی در معنا و کاربرد می‌شود.
همچنین، حذف عناصر دستوری برای انتقال یک سازه از حوزۀ نحو به صرف، یک اصل کلی در واژه‌سازی است. امروزه گرایش فارسی‌زبانان به استفاده از همین فرایند برای ساخت واژگان جدید مشهود است و این روش نه‌تنها در زبان عمومی، بلکه در واژگان مصوب فرهنگستان نیز (مانند «صفحه‌کلید»، «صورت‌حساب» و «جعبه‌فرمان») به کار رفته است.